# Уніслав (гміна)
Гміна Уніслав (пол. Gmina Unisław) — сільська гміна у північній Польщі. Належить до Хелмінського повіту Куявсько-Поморського воєводства.
Станом на 31 грудня 2011 у гміні проживало 7004 особи.

## Площа
Згідно з даними за 2007 рік площа гміни становила 72.45 км², у тому числі:
- орні землі: 77.00%
- ліси: 9.00%

Таким чином, площа гміни становить 13.73% площі повіту.

## Населення
Станом на 31 грудня 2011:
| Опис     | Загалом | Загалом | Чоловіки | Чоловіки | Жінки | Жінки |
| -------- | ------- | ------- | -------- | -------- | ----- | ----- |
| одиниця  | осіб    | %       | осіб     | %        | осіб  | %     |
| все      | 7004    | 100     | 3412     | 48.72    | 3592  | 51.28 |
| міське   | 0       | 100     | 0        |          | 0     |       |
| сільське | 7004    | 100     | 3412     | 48.72    | 3592  | 51.28 |

## Сусідні гміни
Гміна Уніслав межує з такими гмінами: Хелмно, Домброва-Хелмінська, Кієво-Крулевське, Луб'янка, Прущ, Злавесь-Велька.